# Biennale d'art contemporain de Melle
La Biennale d’art contemporain de Melle est une exposition d'art contemporain créée en 2003.
Elle a été dirigée par la commissaire d'expositions Dominique Truco jusqu'en 2015. Située en milieu rural à Melle (Deux-Sèvres), elle invite des artistes de la scène internationale de l'art contemporain autour d'un thème. En 2013, la Biennale de Melle a accueilli 32 400 visiteurs. La 8e édition de la Biennale a eu lieu en 2018 et a été dirigée par Chloé Hipeau-Disko et Frédéric Legros.

## Édition 2003:L'art d'être au monde
Avec : Denise A.Aubertin, Adel Abdessemed, Carine Altermatt, Glen Baxter, Ben, Franck David, Marc Deneyer, Stéphanie Ditche, Jakob Gautel, Paul Armand Gette, Marie-Ange Guilleminot, Raymond Hains, Mona Hatoum, Jason Karaïndros, Marin Kasimir, Fabien Lerat, Gildas Le Reste, Nathacha Lesueur, Isabelle Levenez, Alice Maher, Claude Margat, Fergus Martin, Denis Montebello, Thierry Mouillé, Sachiko Morita, Jean-Luc Moulène, Marylène Negro, Frédéric Ollereau, Karol Pichler, Françoise Quardon, Jean-Louis Schoellkopf, Sylvain Soussan — Soussan Ltd. — le musée des nuages, Monique Tello, Jean-François Texier, Philippe Untersteller, Jacques Villeglé, Eric Watt et l’écrivain François Bon.

## Édition 2005:Vies à vies, portraits de villes
Avec : Philippe Cognée, Franck Gérard, Cécile Hartmann, La Mercerie & Michel Jeannès, Kôichi Kurita, Arthur Lambert, Yan Pei-Ming, Jean-Louis Schoellkopf, Patrick Tosani, Eric Watt, Erwin Wurm, Xavier Zimmermann, les écrivains Marc Arseneau, Ulysse Dubois, Denis Montebello, François Bon et le musicien Dominique Pifarély, Hou Hanru.

## Édition 2007:Eau, air, terre, la sagesse du jardinier
Avec : Gilles Clément, Knud Viktor, Erik Samakh, Sylvain Soussan — Soussan Ltd. — le musée des nuages, Adel Abdessemed, Michael Dans, Ingrid Mwangi Robert Hutter, Joseph Beuys, Ha Cha Youn, Laurie-Anne Estaque, Herman de Vries, Pascale Gadon, Franck Gérard, Claude Pauquet, Bertrand Gadenne, Andy Goldsworthy, Giuseppe Penone, François Bon, les musiciens Jean-Pierre Courjaud et Dominique Pichon.

## Édition 2009:Être arbre, être nature
Avec : Tadashi Kawamata, Gilles Clément, Rainer Gross, Paul Panhuysen, Jean-Paul Ganem, Jean-Luc Bichaud, Thierry Fontaine, Alexandre Hollan, Christina Kubisch, Eva Aurich, Monique Tello, Giuseppe Penone, Andy Goldsworthy, Richard Long, Rodney Graham, Marc Deneyer, Philippe Jacquin-Ravot, Bertrand Gadenne, Jean-Georges Massart, Samuel Rousseau, Philippe Amiel, Sachiko Morita, Gildas Le Reste, Philippe Riehling.

## Édition 2011:Habiter la terre, du battement de cœur à l'emportement du monde
Avec : Christian Boltanski, Céline Boyer, Gilles Clément, Pascal Colrat, Thierry Fontaine, Ha Cha Youn, Mona Hatoum, Shigeko Hirakawa, Gary Hill, Jason Karaïndros, Kôichi Kurita,  Sébastien Laval, Claude Lévêque, Cristina Lucas, Adrian Paci, Mathieu Pernot, Dominique Robin, Massinissa Selmani, Chiharu Shiota, Kristina Solomoukha, Max Streicher, Barthélémy Toguo, Paul Virilio, Fang Wen. Ainsi que la chorégraphe Claire Servant et l’écrivain François Bon,,,,,,,,,,,,,.

## Édition 2013:Être humain et le savoir ensemble
Avec : Guillaume Bruère, Gilles Clément & Gilles A. Tiberghien, Pascal Colrat, Loïck Coriou & Edgar Morin, Antoine Emaz, Igor Grubic (Croatie), Fanny Guérineau, Alfredo Jaar (Chili/États-Unis), Christian Jaccard, Nicolas Kozakis & Raoul Vaneigem & Eugène Savitzkaya (Belgique), Cristina Lucas (Espagne), Suzanne Lafont, Sigalit Landau (Israël), Christian Lapie, Fergus Martin & Anthony Hobbs (Irlande), Chiara Mulas (Italie), Laurent Pernot, Serge Pey, Marie Tijou, Muriel Toulemonde, Felice Varini (Suisse/France), Jacques Villeglé & Jean-Pierre Bobillot & René Ghil, Bill Viola (États-Unis), Eric Winarto (Suisse), Motoi Yamamoto (Japon),,,,,,,,.

## Édition 2015:jardiniers terrestres, jardiniers célestes
Du 4 juillet au 27 septembre.
Avec : Julien Blaine, Karine Bonneval, Patricia Cartereau, Gilles Clément, Pascal Colrat, Olivier Darné & le Parti Poétique, Ramesh Hengadi, Kôichi Kurita, Nicolas Kozakis & Raoul Vaneigem, Manuela Marques, Jivya Soma Mashe, Balou Jivya Mahe, Laurent Millet, Oscar Munoz, Dominique Robin, Marie-Monique Robin, Florian de la Salle & Dominique Robin, Sylvain Soussan — le musée des nuages, Yuriko Takagi, Shantaram Chintya Tumbada, Reena Umbersada Valvi, Anil Vangad, Bill Viola.

## Édition 2018:Le Grand Monnayage
Du 30 juin au 23 septembre.
Avec : Ghada Amer, Aram Bartholl, Cécile Beau et Emma Loriaut, Clemens Botho Goldbach, Brognon Rollin, Guglielmo Castelli, Ali Cherri, Pauline Curnier Jardin, Jimmie Durham, Hubert Duprat, Elsa Fauconnet, Kimsooja, Jannis Kounellis, Jean-François Krebs, Xinyi Liu, Renata Lucas, Pierre Mercier, Otobong Nkanga, Yoko Ono, Christodoulos Panayiotou, Pieter Vermeersch, Philip Wiegard, Gloria Zein.
Vidéo de présentation du Grand Monnayage par la fondation Fiminco